# Microhasarius
Microhasarius is een geslacht van spinnen uit de familie springspinnen (Salticidae).

## Soorten
De volgende soorten zijn bij het geslacht ingedeeld:
- Microhasarius animosus Peckham & Peckham, 1907
- Microhasarius pauperculus Simon, 1902